# Fernando Palacios Martínez
Fernando Palacios Martínez (Saragossa, 4 de setembre de 1916 - Madrid, 17 de setembre de 1965 va ser un director de cinema espanyol.

## Biografia
Llicenciat en Ciències Exactes en 1941, els seus passos professionals es van dirigir, no obstant això, cap al món del cinema. Va començar com a ajudant de direcció durant la dècada de 1940, treballant entre d'altres, al costat del seu oncle Florián Rey i Ladislao Vajda. Entre les pel·lícules en les quals intervé s'inclouen Marcelino pan y vino (1955) i Las chicas de la Cruz Roja (1958)
En 1952 va codirigir la seva primera pel·lícula titulada El tirano de Toledo, junt al francès Henri Decoin, en la qual intervenen, entre altres intèrprets, Alida Valli, Pedro Armendáriz i José Isbert.
La seva etapa de major activitat com a director va coincidir amb la primera meitat dels anys 1960, en els anys previs a la seva defunció.
Destaca, d'aquesta època, un dels títols més taquillers de la història del cinema espanyol, la comèdia El día de los enamorados (1959), comèdia costumista i amable, protagonitzada per Conchita Velasco i Tony Leblanc, que va aconseguir una enorme popularitat en el seu moment.
Amb posterioritat va dirigir unes quantes pel·lícules de gran èxit de públic com Tres de la Cruz Roja (1961), Vuelve San Valentín (1962); La gran familia (1962) i la seva continuació La familia y uno más (1965), Whisky y vodka (1965), Marisol rumbo a Río (1963) i Búsqueme a esa chica (1965), ambdues amb Marisol. Va morir inesperadament en setembre de 1965.

## Filmografia
- Whisky y vodka (1965)
- La Familia y uno más (1965)
- Búsqueme a esa chica (1964)
- Operación: Embajada (1963)
- Marisol rumbo a Río (1963)
- Vuelve San Valentín (1962)
- La gran familia (1962)
- Tres de la Cruz Roja (1961)
- Siempre es domingo (1961)
- El día de los enamorados (1959)
- El Marido (1958) de Gianni Puccini, Nanni Loy, Fernando Palacios
- El tirano de Toledo (1953) de Henri Decoin, Fernando Palacios
- Cadetes de la naval (1945)